# Microsorum heterolobum
Microsorum heterolobum är en stensöteväxtart som först beskrevs av Carl Frederik Albert Christensen, och fick sitt nu gällande namn av Edwin Bingham Copeland. Microsorum heterolobum ingår i släktet Microsorum och familjen Polypodiaceae. Inga underarter finns listade.